# David Duval de Sanadon
David Duval de Sanadon, né  en 1748 en Guadeloupe et mort le 6 mars 1816 à Amfreville-la-Campagne, est un avocat, militaire, colon, planteur esclavagiste et homme de lettres français, auteur de plusieurs travaux sur l'esclavage dans la seconde moitié des années 1780.

## Biographie
David Duval de Sanadon  est le fils de David Duval de Cavillac, négociant à la Guadeloupe et membre de la chambre d'agriculture du Port-au-Prince, et de Marie-Anne Gosse. Il est un arrière petit-neveu de Noël-Étienne Sanadon.
Reçu avocat au Parlement de Paris, il devient officier de dragons et sert durant la guerre d'indépendance des États-Unis. 
Avant la Révolution, il est l'un des plus riches colons de Saint-Domingue. Rentré en France, il rédige, entre 1784 et 1789, plusieurs ouvrages sur l'esclavage. Moralement contre, mais réaliste et essayant de faire preuve de nuances, il estime que le supprimer brutalement conduirait à la perte des colonies, défendant ainsi une sortie progressive dans le temps. Il retourne ensuite dans les colonies.
En 1792, il combat dans l'armée des émigrés.
Marié à Marie Thérèse Audigé, fille d'un capitaine de milice à Saint-Domingue, il est le beau-père du marquis Bénigne Poret de Blosseville.

## Publications
- Le patriotisme (1766)
- Épître à Corneille, Au sujet de Sa statue, qui doit être placée dans la nouvelle Salle de Spectacle de Rouen ; Présentée & lue à la Séance de l'Académie des Sciences & Belles-Lettres de la même Ville, le 8 mars 1775 (1775)
- Recueils de pièces imprimées concernant l'esclavage et la Traite des Noirs, l'île de Tobago, Saint Domingue, 1777-1789 (1777)
- 1786 - David Duval de Sanadon, Discours sur l'esclavage des nègres, et sur l'idée de leur affranchissement dans les colonies, édition de 1786, Hardouin et Gattey, 1786, 126 p. (BNF 34136332, lire en ligne).
- 1789 - Tableau de la situation actuelle des colonies, présenté à l'Assemblée nationale, Paris, 28 décembre 1789 (BNF 36302916, lire en ligne).
- 1789 - David Duval de Sanadon, Réclamations et observations des colons sur l'idée de l'abolition de la traite et de l'affranchissement des nègres, Seconde édition, 1789 (BNF 30391078, lire en ligne).
- 1789 - David Duval de Sanadon, Précis sur l'esclavage des nègres : Élément sur le débat à propos de l'abolition de l'esclavage, 1789.
- Hommage de la Neustrie au grand Corneille (1811)

## Sources
Cet article comprend des extraits du Dictionnaire Bouillet. Il est possible de supprimer cette indication, si le texte reflète le savoir actuel sur ce thème, si les sources sont citées, s'il satisfait aux exigences linguistiques actuelles et s'il ne contient pas de propos qui vont à l'encontre des règles de neutralité de Wikipédia.
- Édouard Frère, Manuel du bibliographie normand: ou, Dictionnaire bibliographique et historique, Le Brument, 1858